# All the People: Live at Hyde Park
 (février 2017).
Si vous disposez d'ouvrages ou d'articles de référence ou si vous connaissez des sites web de qualité traitant du thème abordé ici, merci de compléter l'article en donnant les références utiles à sa vérifiabilité et en les liant à la section « Notes et références ».
Albums de Blur
Midlife: A Beginner's Guide to Blur
(2009) Blur 21
(2012)
All the People: Live at Hyde Park est un double-album live du groupe de rock alternatif britannique Blur, enregistrés lors de leurs concerts des 2 et 3 juillet 2009, à Hyde Park, à Londres en Angleterre, devant environ 55 000 spectateurs et sorti le 23 novembre 2009.
Bien que les deux représentations soient diffusées sous forme d'albums distincts pour chaque date, les deux versions présentent la même liste de titres avec, cependant, des durées variant légèrement.
Le titre All the People est une référence aux paroles de leur chanson Parklife.

## Présentation

### Production et diffusion
L'album est produit par Live Here Now, compagnie spécialisée dans l'enregistrement de groupes en concert, et publié par Parlophone, label habituel de Blur, sous la référence CDLHN57.
Toutefois, EMI, la maison-mère, n'a pas distribué le disque par ses réseaux habituels, il n'est en effet disponible à la vente que via le site internet officiel de Blur, accompagné d'un téléchargement gratuit des titres au format mp3.
Les premières livraisons ont eu lieu dès la dernière semaine de juillet 2009 pour le téléchargement numérique. Il est distribué, sur support physique, à partir du 23 novembre 2009.

### Conception
L'album a été enregistré et mixé par Will Shapland. La pochette ne fait pas mention de production, il est probable que cet album soit sans overdub, ces réenregistrements que certains artistes utilisent pour masquer les imperfections des prises de son live.
Les photographies de pochettes sont de Tony Wooliscroft, et le design général est dû à Louise Downer pour la société Blue Ink Creative, à qui on doit entre autres certaines pochettes pour Erasure ou The Charlatans.
Cet album n'ayant fait l'objet d'aucune communication de la part d'EMI et son mode de distribution le cantonnant à une diffusion restreinte, il n'a logiquement jamais été classé dans les charts.

### Live 2009
Pour promouvoir l'album, un CD live promotionnel est distribué gratuitement dans The Sunday Times.
Cet album, intitulé Live 2009, contient dix morceaux interprétés lors de certains concerts de leur tournée 2009, incluant la performance, à Hyde Park, de Song 2 du 2 juillet et celle de The Universal du 3 juillet.
Il est publié dans le magazine du 22 novembre 2009, aux côtés de Culture: The Summer of Blur book.

## Liste des titres
Les durées fournies sont celles de l'édition du 2 juillet.
Toutes les chansons sont écrites et composées par Damon Albarn, Graham Coxon, Alex James, Dave Rowntree, excepté pour Out of Time écrit par Albarn, James, Rowntree..
| 1.  | She's So High        | 5:00 |
| 2.  | Girls & Boys         | 5:02 |
| 3.  | Tracy Jacks          | 4:31 |
| 4.  | There's No Other Way | 4:14 |
| 5.  | Jubilee              | 3:01 |
| 6.  | Badhead              | 3:48 |
| 7.  | Beetlebum            | 6:50 |
| 8.  | Out of Time          | 3:58 |
| 9.  | Trimm Trabb          | 5:25 |
| 10. | Coffee & TV          | 5:30 |
| 11. | Tender               | 9:09 |

| 1.  | Country House    | 5:08 |
| 2.  | Oily Water       | 4:20 |
| 3.  | Chemical World   | 5:08 |
| 4.  | Sunday Sunday    | 3:52 |
| 5.  | Parklife         | 3:12 |
| 6.  | End of a Century | 3:30 |
| 7.  | To the End       | 4:24 |
| 8.  | This Is a Low    | 8:37 |
| 9.  | Popscene         | 2:57 |
| 10. | Advert           | 3:23 |
| 11. | Song 2           | 5:53 |
| 12. | Death of a Party | 5:16 |
| 13. | For Tomorrow     | 6:28 |
| 14. | The Universal    | 4:46 |

### Live 2009
| No  | Titre         | Performance                                       | Durée |
| --- | ------------- | ------------------------------------------------- | ----- |
| 1.  | She's So High | Goldsmith College, Université de Londres, 22 juin |       |
| 2.  | Girls & Boys  | Goldsmith College, Université de Londres, 22 juin |       |
| 3.  | Badhead       | East Anglian Railway Museum, Colchester, 13 juin  |       |
| 4.  | Beetlebum     | Cliff's Pavilion, Southend, 21 juin               |       |
| 5.  | Parklife      | Civic Hall, Wolverhampton, 24 juin                |       |
| 6.  | Out of Time   | MEN Arena, Manchester, 26 juin                    |       |
| 7.  | Song 2        | Hyde Park, Londres, 2 juillet                     |       |
| 8.  | Popscene      | O2 Academy, Newcastle, 25 juin                    |       |
| 9.  | Tender        | Glastonbury Festival, 28 juin                     |       |
| 10. | The Universal | Hyde Park, Londres, 3 juillet                     |       |

## Membres du groupe
- Damon Albarn : chant, clavier, guitare
- Graham Coxon : chant, guitare
- Alex James : basse, guitare
- Dave Rowntree : batterie

### Musiciens additionnels
- Phil Daniels : chant (sur Parklife)
- Mike Smith : claviers
- Wayne Hernandez, Sam Freeman, Wendi Rose, Janet Ramus : chœurs
- Dave Williamson : trombone
- Daniel Carpenter : trompette
- Alistair White : euphonium